# New York Counterpoint
New York Counterpoint est une œuvre du compositeur américain Steve Reich écrite en 1985 pour clarinette ou clarinette basse et bande magnétique.

## Historique
New York Counterpoint a été créé le 20 janvier 1986 par le clarinettiste Richard Stolzmann au Avery Fisher Hall. Du fait de sa structure et de son instrument d'interprétation, c'est l'une des pièces de Steve Reich les plus interprétées en concert.

## Structure
Cette pièce en trois mouvements est écrite pour un clarinettiste soliste concertant contre une bande magnétique constituée d'enregistrements de dix clarinettistes afin de former différents canons. Elle est également fréquemment interprétée par des ensembles de onze clarinettistes.
Son exécution dure environ douze minutes.